# محمد الشماط
محمد حسن الشماط (1936 - 28 كانون الأول 2021) ممثل مسرحي وتلفزي سوري شهير. من أفلامه فيلم سائق الشاحنة وقد اشتهر بشخصيتي (أبو رياح) في مسلسل صح النوم و(أبو مرزوق) في مسلسل باب الحارة.

## عائلته
متزوج وله من الأبناء عدنان وبه يكنّى وعرفان ورضوان وغسان وغزوان
وله عدد من الأحفاد يعرف منهم الفنان سمير الشماط .

## أعماله

### المسلسلات
- باب الحارة ١.٢.٣.٤.٥.١٠ بدور أبو مرزوق
- ليالي الصالحية ضيف شرف الحلقة الأخيرة
- الخوالي أبو جمعة
- ملح وسكر
- طرابيش
- الغربال
- صايعين ضايعين

ومثل العديد من المسلسلات مع الممثل الكوميدي السوري دريد لحام

### السينما
- امراة لا تبيع الحب
- امرأة تسكن وحدها
- ذكرى ليلة حب
- غوار جيمس بوند
- غراميات خاصة
- العندليب
- حبيبي مجنون جداً
- عندما تغيب الزوجات
- صح النوم
- صيد الرجال
- بنات الكاراتيه

## مرضه
أصيب بجلطة دماغية عام 1995 و1999 أثّرت على نطقه وحركته، كما أصيب على أثرها بفقدان للذاكرة في بعض الأحيان فاضطر للتوجه إلى أميركا بهدف العلاج الذي استمر نحو 4 سنوات وعاد إلى سوريا فيما بعد.

## وفاته
في يوم الثلاثاء 24 جمادى الأولى 1443 هجريًّا الموافق 28 ديسمبر 2021 ميلاديًّا، أعلنت نقابة الفنانين السوريين وفاة محمد الشماط في الولايات المتحدة عن عمر ناهز 85 عامًا.

## روابط خارجية
- محمد الشماط على موقع قاعدة بيانات الأفلام العربية